# Talheim, Heilbronn
Talheim (tiếng Đức: [ˈtaːlhaɪm] ⓘ) là một thị xã nằm ở huyện Heilbronn thuộc bang Baden-Württemberg, miền nam nước Đức. Nơi đây thường được biết đến với rượu vang, giải đấu quần vợt Heilbronn Open. Vào năm 1983, Hố tử thần Talheim được phát hiện ở đây.

## Thư viện ảnh

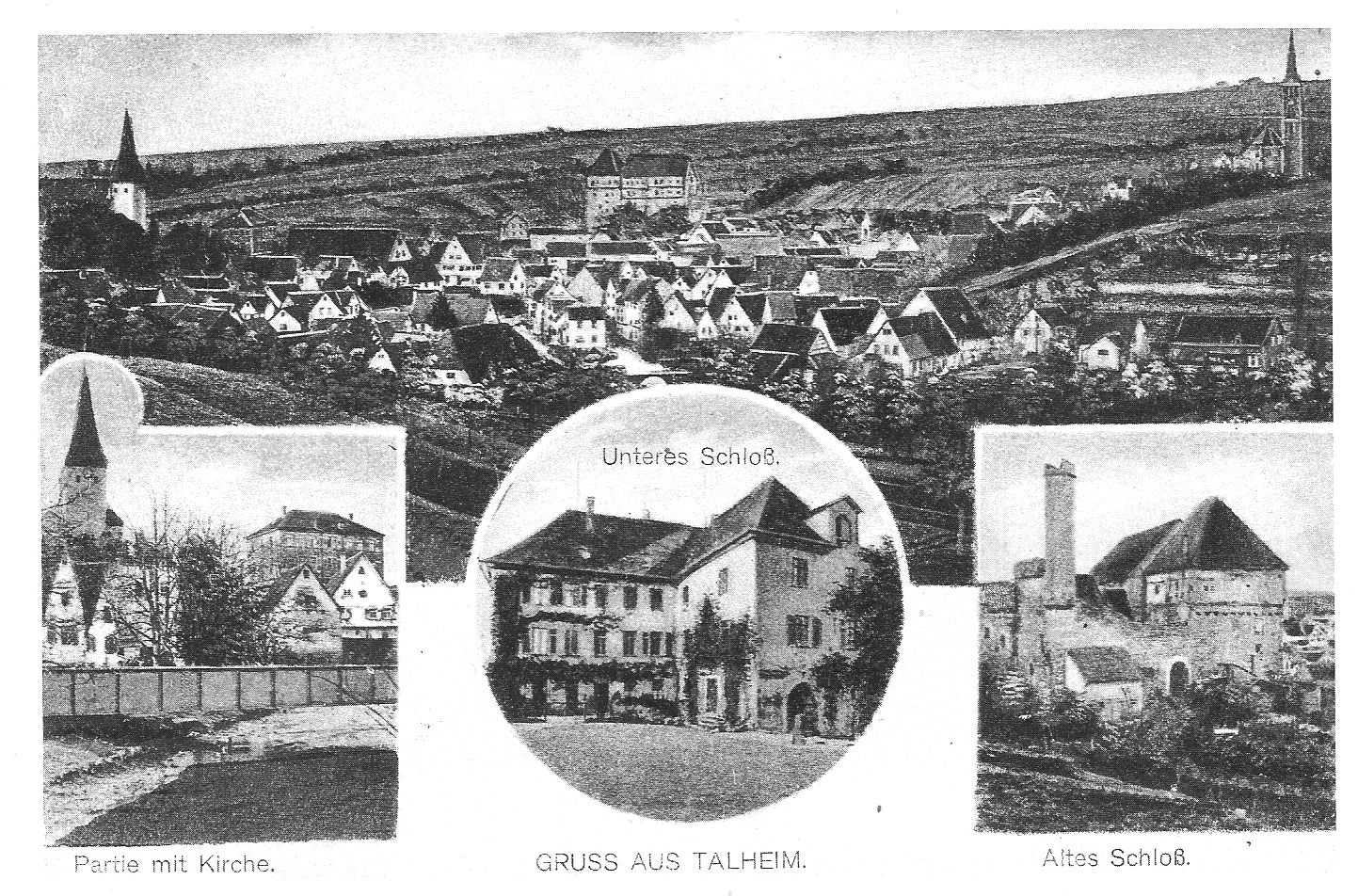
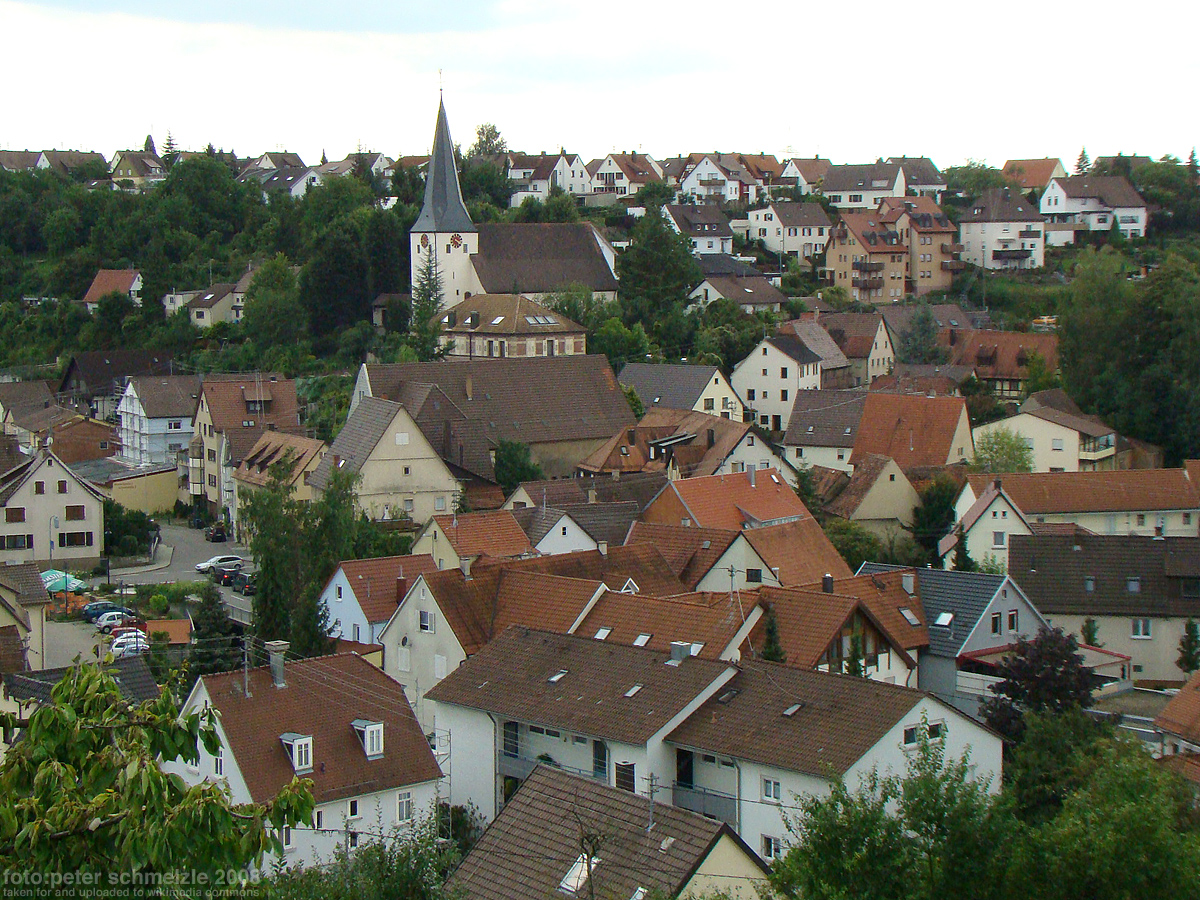
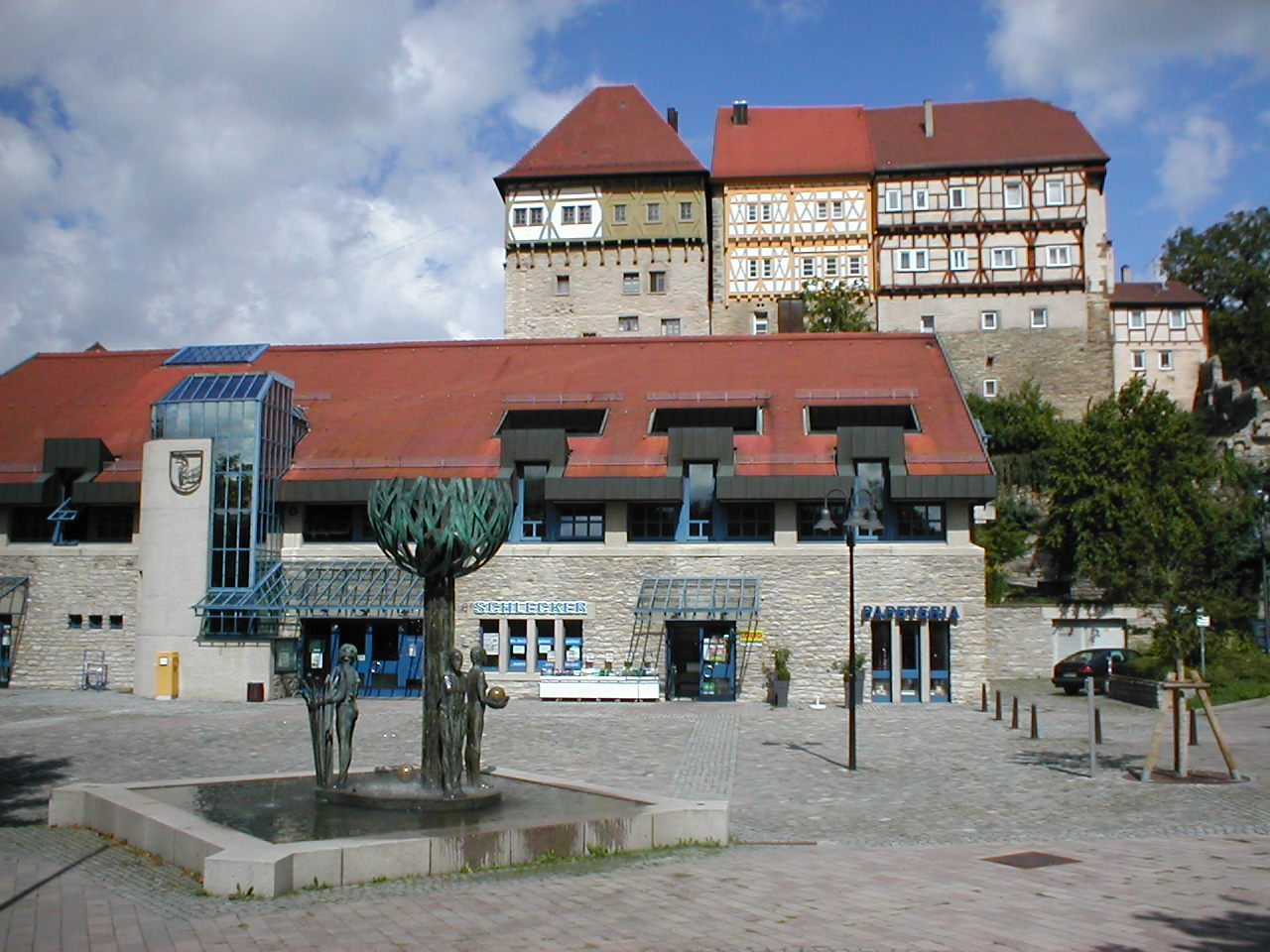
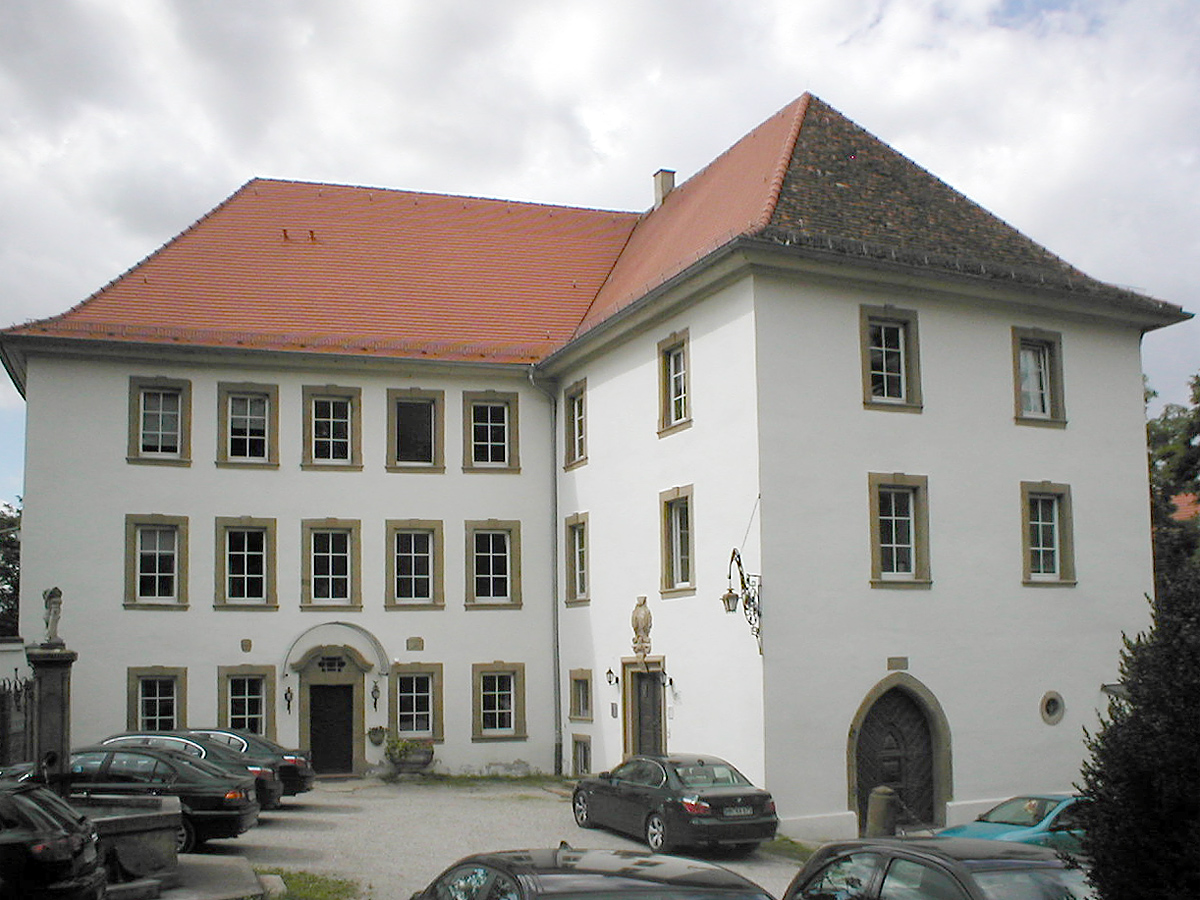
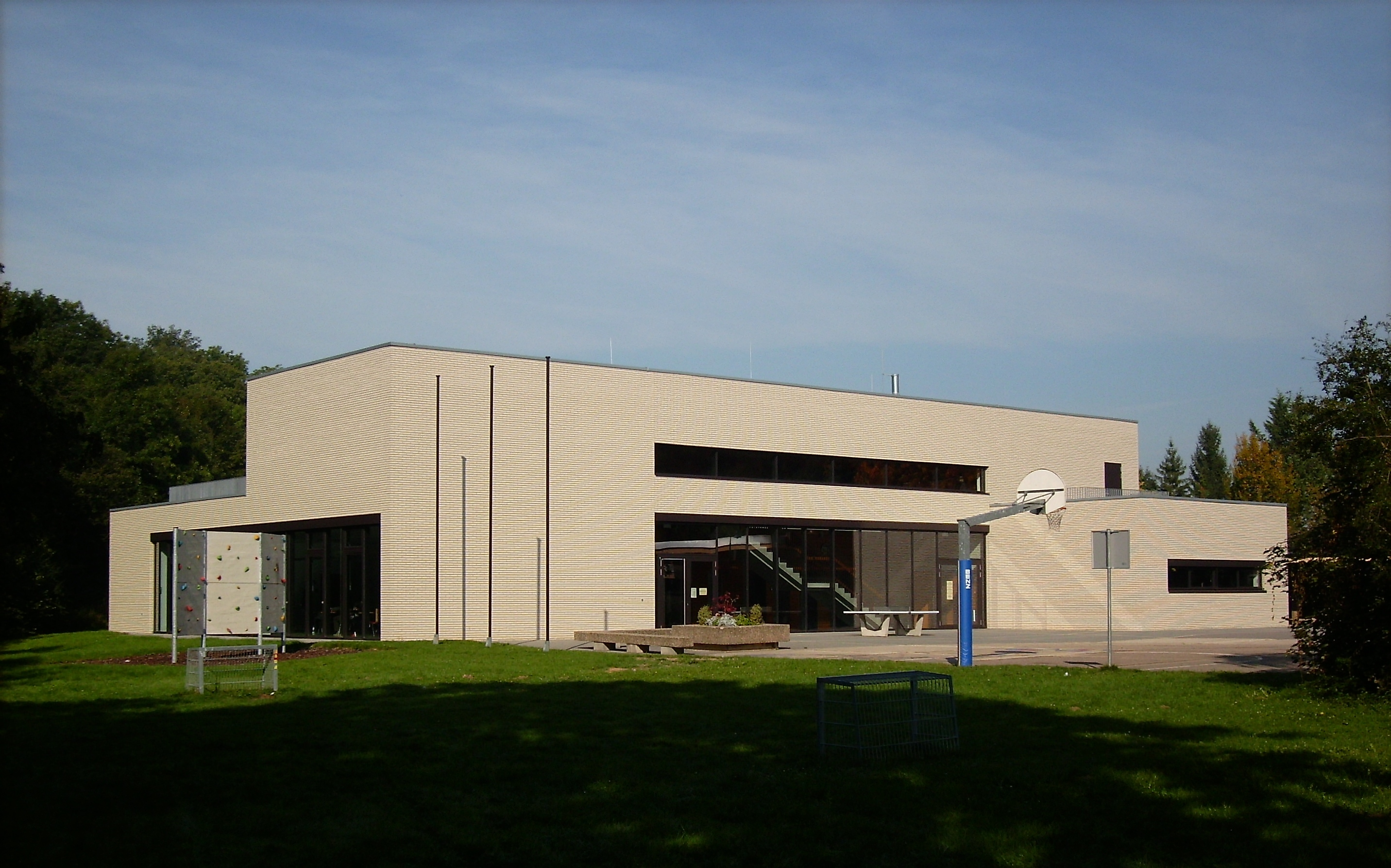
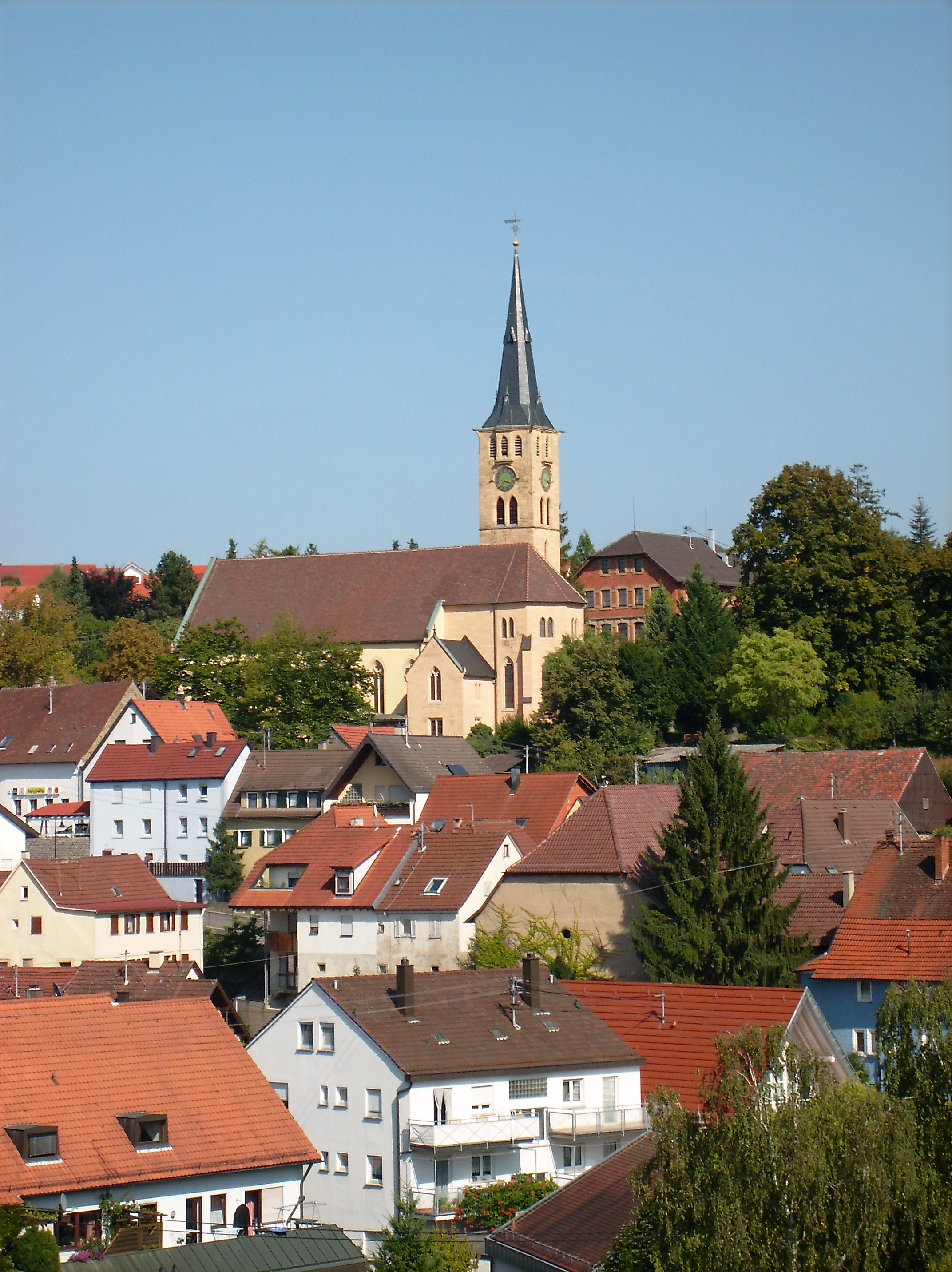
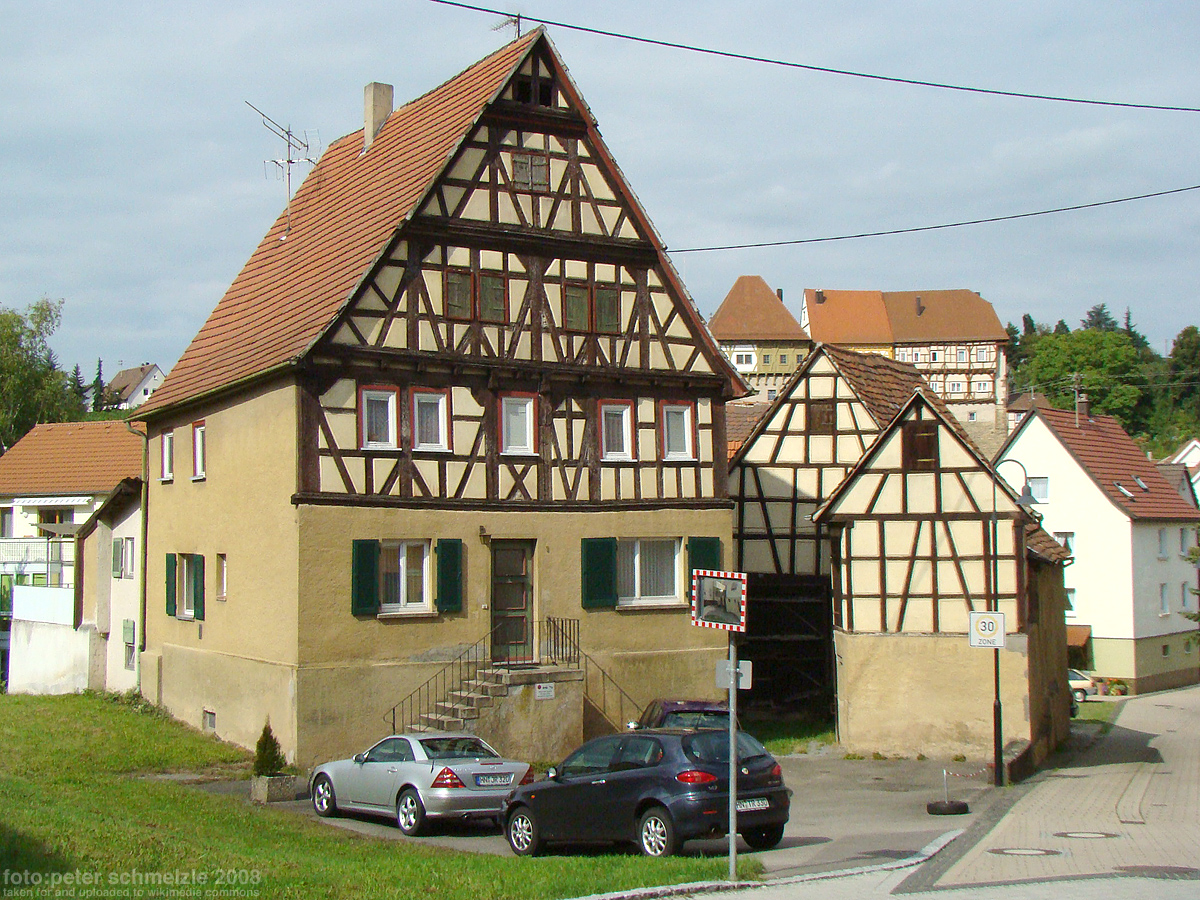
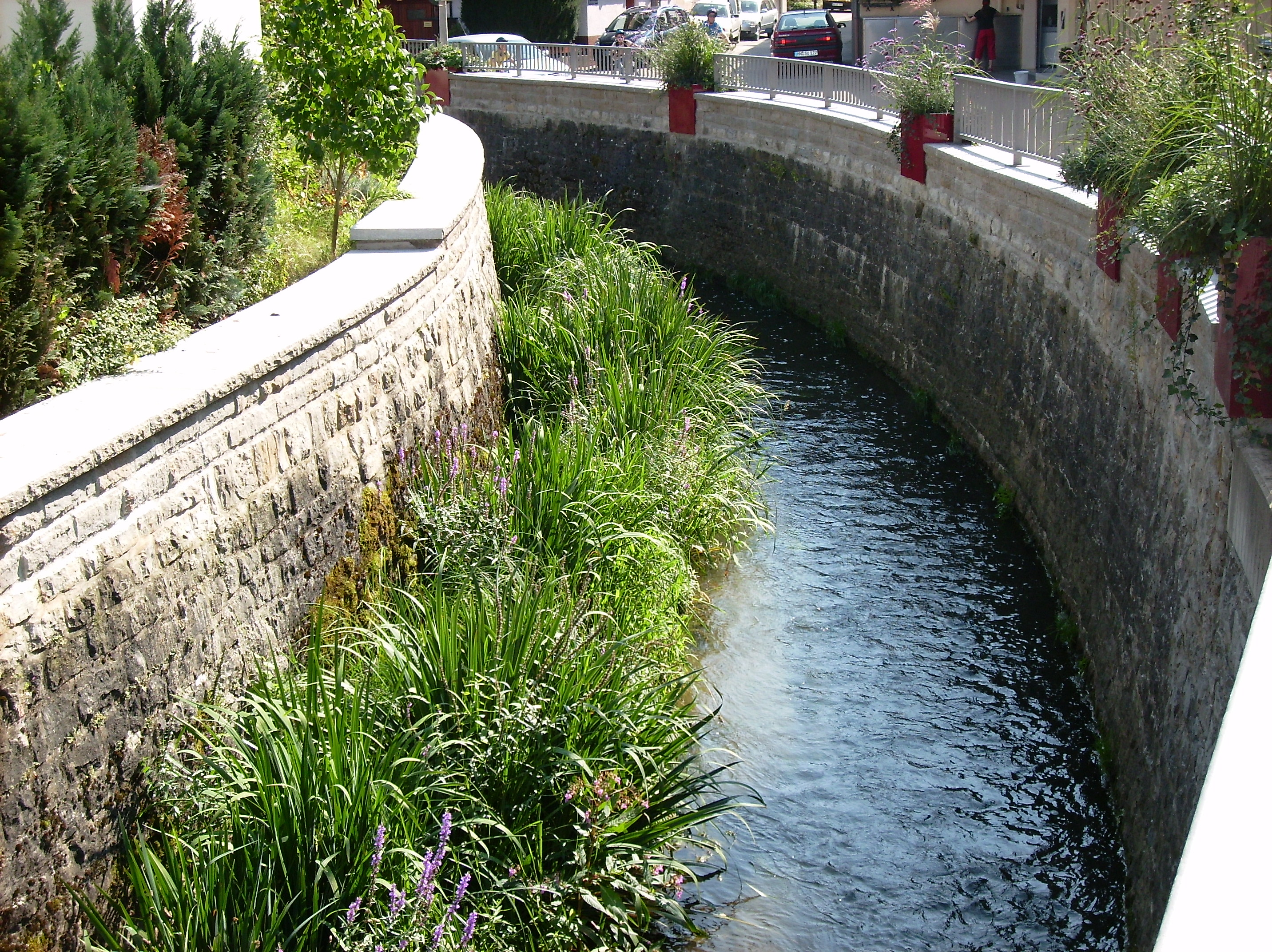